# تپه کلک
تپه کلک مربوط به دوره نوسنگی - دوره اشکانیان - سده‌های اولیه دوران‌های تاریخی پس از اسلام است و در شهرستان خرم‌آباد، بخش مرکزی، دهستان رباط نمکی، روستای سیلمیش واقع شده و این اثر در تاریخ ۲۸ اسفند ۱۳۸۵ با شمارهٔ ثبت ۱۸۸۳۸ به‌عنوان یکی از آثار ملی ایران به ثبت رسیده است.